# 養老院の女性理事たち
『養老院の女性理事たち』(ようろういんのじょせいりじたち、蘭: Regentessen van het Oudemannenhuis、英: Regentesses of the Old Men's Almshouse) は、17世紀オランダ黄金時代のハールレムの巨匠フランス・ハルスが1664年ごろ、ハールレムのアウデマンネンハイス (生活困窮者の老人施設) の4人の女性理事と彼女たちの召使を描いた集団肖像画である。『養老院の理事たち』(フランス・ハルス美術館) と対をなす作品である。作品は、ハールレムのフランス・ハルス美術館に所蔵されている。

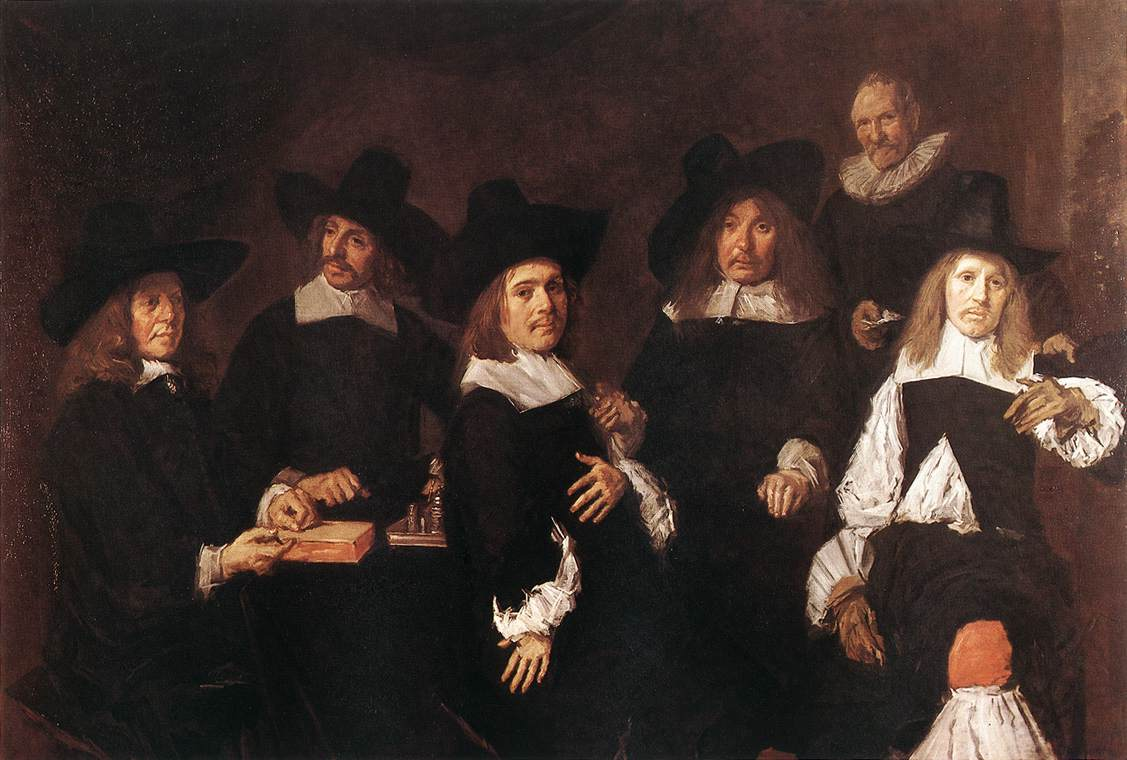
『養老院の理事たち』 (1664年) フランス・ハルス美術館

## 作品
ハルスは、4人の年老いた女性理事と召使という本来なら面白みに欠ける題材を魅力的な肖像画に変えている。顔の特徴をそれぞれ強調し、節くれた手を目立させながら、薄暗い背景に配置し、リズム感ある画面を作り出しているのである。
描かれている女性理事たちは、左から右にアドリアーンチェ・スハウテン、マリーチェ・ウィレムスドル (ヘット・ドルハイスとしても記録されている) 、アンナ・ファン・ダメ (最初、アブラハム・デ・リッデルと結婚し、1650年にサロモン・カウサールトと結婚した) 、アドリアナ・ブレデンホフ (マテウス・エフェルスウェインの妻) である。
フランス・ハルスは、彼女たちを荒い筆致の「大まかな様式」で描いた。本作は、伝統的に1664年の制作とされるが、それを裏付ける古文書の証拠はいまだ見つかっていない。ハルスの女性の肖像画には珍しく、丁寧な仕上げがなされていないため、研究者たちは、画家が若い時期より大まかに描いた晩年に本作が制作されたと想定している。女性たちのドレスの様式もまた、1640年代やそれ以前の「石臼」形カラーより後のもので、この作品をもっと遅い時期のものと想定させる。絵画は、描かれた当初の場所であるハールレムの養老院、今日のフランス・ハルス美術館に掛けられている。ピーテル・ビースボールによれば、本作の背後の壁にある風景画は特定されていないが、善きサマリア人を寓意的に表しているものである可能性がある。しかし、この絵画には、人物はまったく描かれていない。
なお、晩年に経済的に困窮したハルスは、この養老院に住んでいたと考えられたが、それは事実ではない。

## 19世紀の複製画
ハルスの大まかな筆致が印象派の画家たちに人気のあるものになった19世紀に、本作の複製画が数点制作された。

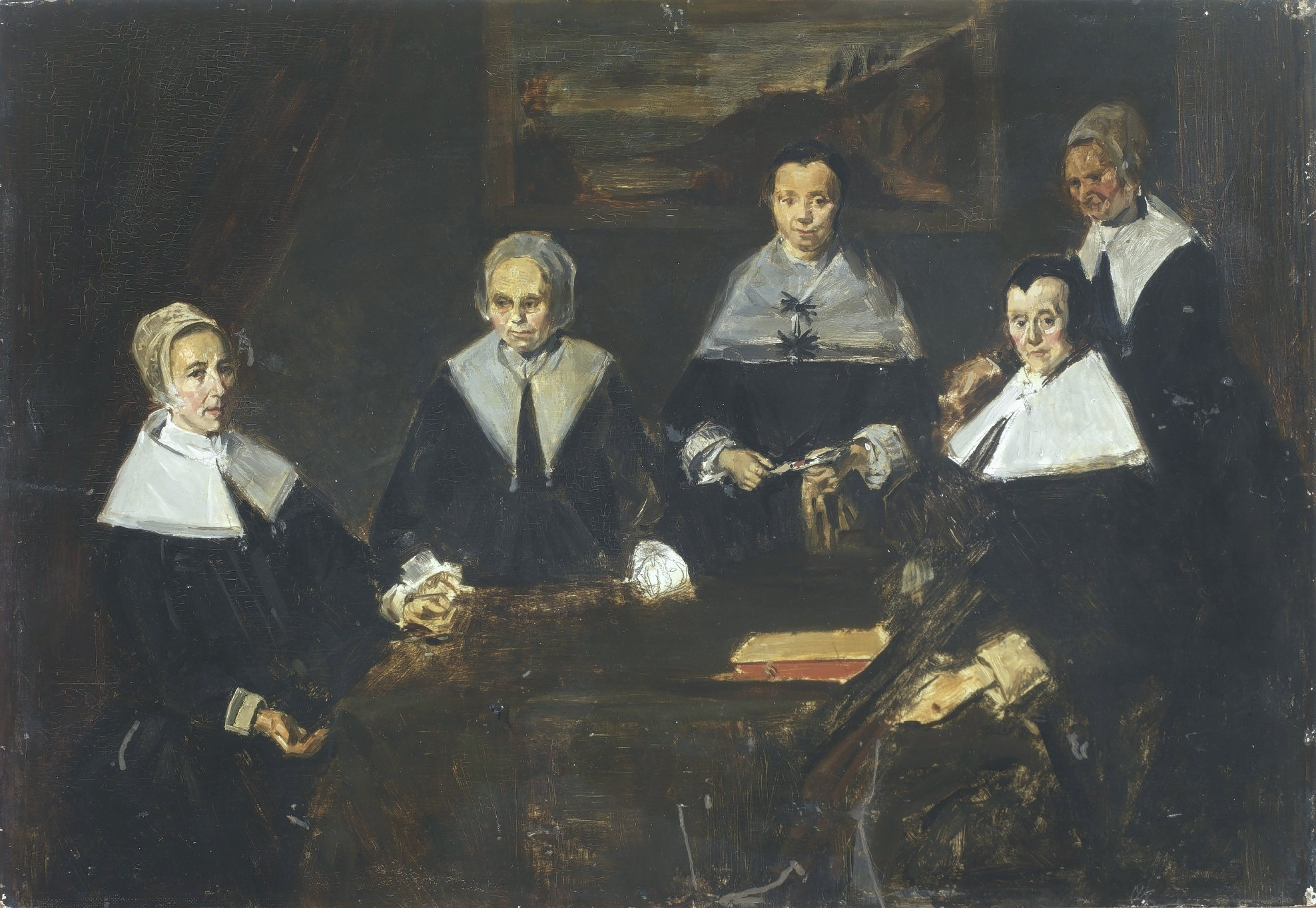
エドゥアール・マネは、1872年6月２日のフランス・ハルス美術館訪問時に複製画を制作した。
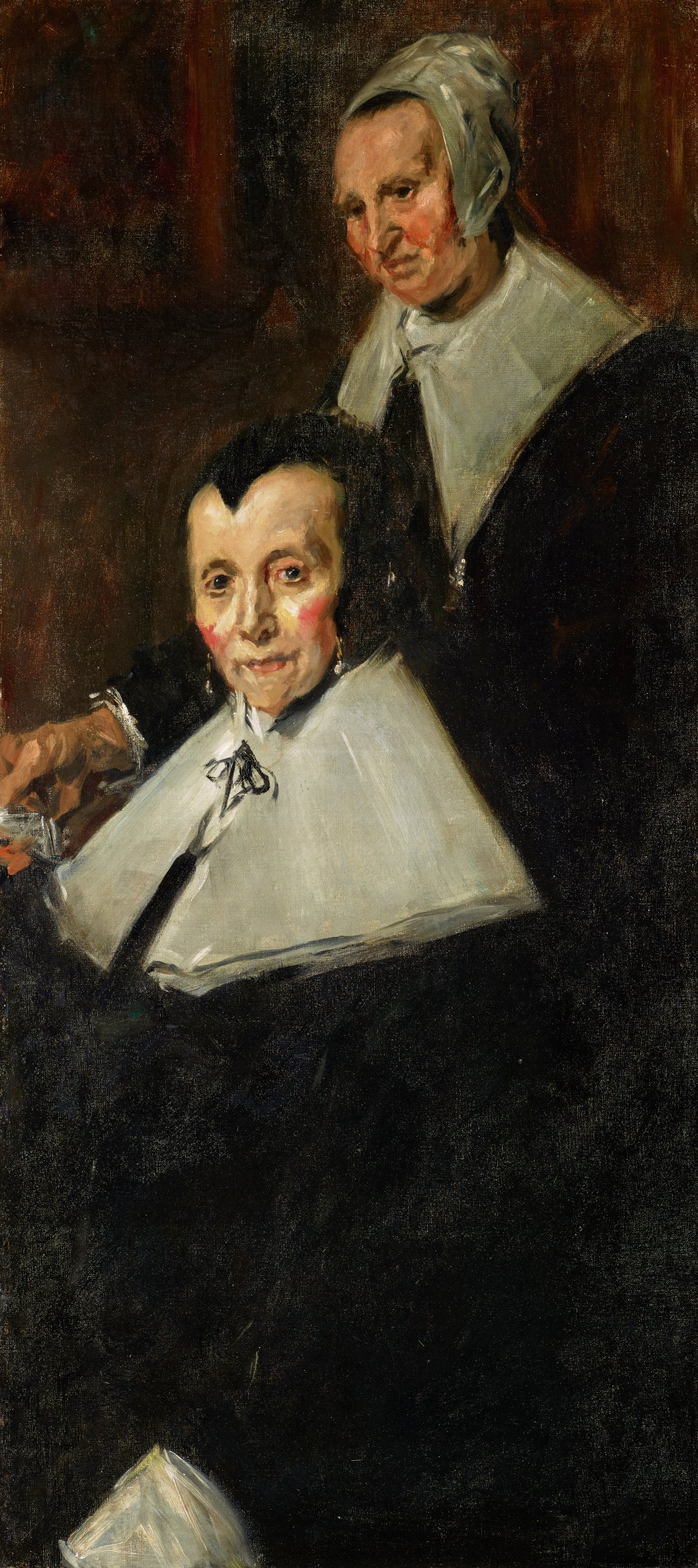
ジョン・シンガー・サージェントは、本作の右側部分の複製画を制作した。
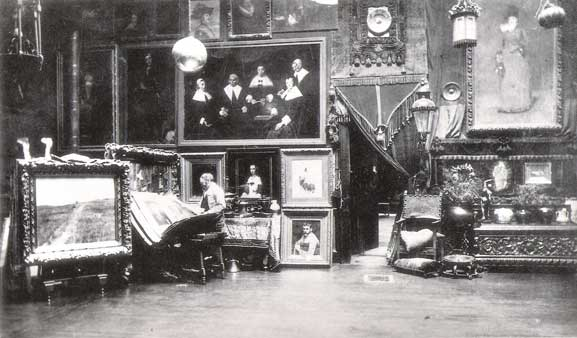
ウィリアム・メリット・チェイスは、複製画を制作し、ニューヨーク10番街にあった自身のアトリエに掛けた。

マックス・リーバーマンもまた、本作の女性たちの頭部の1つの複製画を制作した。ジェームズ・マクニール・ホイッスラーは、1882年、1885年、そして1902年にフランス・ハルスの絵画を研究するためにフランス・ハルス美術館に訪れ、最後の訪問時に彼を目撃した人物によれば、「完全に老婦人たちに魅了された」とのことである。 マネによる複製画は2018年に発見され、2018年にフランス・ハルス美術館で開催された「フランス・ハルスと近代画家たち展」で展示された。ハルスの作品にもとづく他の複製画のように、この複製画は、マネの時代の最新の絵画とはどういうものであったかについて示唆してくれる。